# Harrisburg Hammerheads
Gli Harrisburg Hammerheads sono stati una franchigia di pallacanestro di Harrisburg, in Pennsylvania, attivi tra il 1978 e il 1995 nella Continental Basketball Association.

## Stagioni
| Stagione | Lega | Denominazione          | V  | P  | %    | Piazz. | Play-off                 |
| -------- | ---- | ---------------------- | -- | -- | ---- | ------ | ------------------------ |
| 1978-79  | CBA  | Maine Lumberjacks      | 17 | 30 | 36,2 | 4º     | -                        |
| 1979-80  | CBA  | Maine Lumberjacks      | 21 | 23 | 47,7 | 3º     | Finale di division       |
| 1980-81  | CBA  | Maine Lumberjacks      | 16 | 24 | 40,0 | 5º     | -                        |
| 1981-82  | CBA  | Maine Lumberjacks      | 18 | 28 | 39,1 | 3º     | -                        |
| 1982-83  | CBA  | Maine Lumberjacks      | 22 | 22 | 50,0 | 3º     | -                        |
| 1983-84  | CBA  | Bay State Bombardiers  | 22 | 22 | 50,0 | 3º     | Semifinale di division   |
| 1984-85  | CBA  | Bay State Bombardiers  | 20 | 28 | 41,7 | 6º     | -                        |
| 1985-86  | CBA  | Bay State Bombardiers  | 30 | 18 | 62,5 | 2º     | Finale di division       |
| 1986-87  | CBA  | Pensacola Tornados     | 20 | 28 | 41,7 | 4º     | Semifinale di division   |
| 1987-88  | CBA  | Pensacola Tornados     | 28 | 26 | 51,9 | 2º     | Finale di division       |
| 1988-89  | CBA  | Pensacola Tornados     | 30 | 24 | 55,6 | 3º     | Semifinale di division   |
| 1989-90  | CBA  | Pensacola Tornados     | 32 | 24 | 57,1 | 2º     | Semifinale di conference |
| 1990-91  | CBA  | Pensacola Tornados     | 27 | 29 | 48,2 | 3º     | -                        |
| 1991-92  | CBA  | Birmingham Bandits     | 25 | 31 | 44,6 | 2º     | Secondo turno            |
| 1992-93  | CBA  | Rochester Renegade     | 6  | 50 | 10,7 | 4º     | -                        |
| 1993-94  | CBA  | Rochester Renegade     | 31 | 25 | 55,4 | 4º     | -                        |
| 1994-95  | CBA  | Harrisburg Hammerheads | 15 | 18 | 45,5 | 3º     | -                        |